# Konstantín Minin
Konstantín Minin –en ruso, Константин Минин– (17 de junio de 1993) es un deportista ruso que compite en taekwondo. Ganó una medalla de bronce en el Campeonato Europeo de Taekwondo de 2016, en la categoría de –68 kg. Su hermano gemelo, Viacheslav, también compite en taekwondo.

## Palmarés internacional
| Campeonato Europeo | Campeonato Europeo | Campeonato Europeo | Campeonato Europeo |
| Año                | Lugar              | Medalla            | Categoría          |
| ------------------ | ------------------ | ------------------ | ------------------ |
| 2016               | Montreux (Suiza)   | Medalla de bronce  | –68 kg             |